# Katharina Naschenweng
Katharina Naschenweng (Spittal an der Drau, 1997. december 19. –) osztrák női válogatott labdarúgó, a TSG Hoffenheim csapatának védője.

## Pályafutása

### A válogatottban
Ausztria korosztályos válogatottjával részt vett a 2014-es U17-es Európa-bajnokságon, és a 2016-ban rendezett U19-es kontinensviadalon. Első felnőtt szereplését 2016. június 6-án Izrael ellen teljesítette. A 2017-es Eb-n a keret tagjaként jelen volt a hollandiai rendezvényen.